# 悲情城市
《悲情城市》（英語：A City of Sadness）是一部於1989年上映，由侯孝賢執導的台灣歷史電影，該電影是第一部涉及到台灣政治最敏感的「二二八事件」爭議的電影，講述了1940年代末，一個台灣家庭捲入從國民政府對台灣人民施加的「白色恐怖」事件，挑戰當時尚未臺灣民主化的政府禁忌話題，引發起各界人士矚目，除了有報紙和雜誌的文章外，也有很多研究的論文題目，更有一些批評及剖析的專書。多數影評將其視為侯孝賢的傑作，影片曾先行參加意大利威尼斯影展並斬獲金獅獎最佳影片獎，成為首部在世界級三大影展內斬獲首獎的台灣電影，據信這也是影片未遭台灣禁演或刪剪的理由。該影片還入圍第62屆奧斯卡金像獎最佳外語片，但未獲提名。2023年2月24日，台灣重新上映本片之4K數位版。
《悲情城市》被認為是吳念真三部曲的第二部（包括《戀戀風塵》及《多桑》），也是侯孝賢關於以台灣歷史為主題的三部曲的第一部，其後接續《戲夢人生》（1993）及《好男好女》(1995)。這些作品被學界和影評人統稱為「臺灣三部曲」。另外，該片帶動起拍攝場景臺北縣瑞芳鎮（今新北市瑞芳區）金瓜石及九份的第二次繁榮，讓金瓜石地區成為台灣民眾，乃至國外旅行團的遊覽勝地之一。

## 劇情簡介
基隆郡九份的「林阿祿」在日本時代就是地方聞人，開設戲院、酒家等，並被列為流氓，其實他代表著漢族民族主義，常常跟日本人周旋抵抗。
國民政府接收臺灣後，林家在九份經營的「小上海」酒家也重新開門營業。林阿祿年事已高、半退休，由其長子「林文雄」當家。文雄為人剛烈，處事強勢，其與元配妻子收養一女「阿雪」；文雄並另有一外婦，於戰爭結束這年與其產下一子，取名「光明」。林家老二「林文龍」原為基隆郡的開業醫師，受日本人徵召到呂宋島擔任軍醫，在戰場上行方不明。老三「林文良」曾被日本人徵召到上海擔任翻譯官，並因此了解上海話，返台後精神異常，入院療養。老四「林文清」自小失聰，經營相館維生，與友人「吳寬榮」及其胞妹「吳寬美」感情深厚。
病癒出院的林文良遇見舊識「紅猴」，其受紅猴利誘，捲入「製造偽鈔」和「走私毒品」不法活動中，但被林文雄及時出面制止。
紅猴幕後藏鏡人「上海幫」因林文良的退出而惱羞成怒，由於「上海幫」是與國民黨高官勾結的販毒集團，於是其透過政府的力量，以觸犯《懲治漢奸條例》的名義指控林文良，稱文良曾在上海擔任日軍翻譯屬「漢奸」之行為，讓林文良遭憲兵、警察逮捕，在獄中飽受折磨，最後林文雄給付了一大筆錢給上海幫，才釋放了文良，但文良受到酷刑拷打，出獄後又瘋了。
這時，二二八事件爆發，台灣省行政長官陳儀下令實行戒嚴，並搜捕異議人士。寬榮友人「林老師」擔任事件處理委員，遭當局清算，寬榮及文清也受到波及。寬榮離家避難，進入山區，投身反對蔣介石所領導的中華民國政府的左翼地下組織。
文清被捕入獄，歷經獄友間的生離死別，對自己人生的意義產生了不同的想法。出獄後，文清前往山區探望寬榮及若干獄友的親人，表達參與左翼地下組織的意願；寬榮則勸文清返家，與寬美結婚。
某日，林文雄與舅子阿嘉前往一處天九賭場娛樂，阿嘉如廁時遇上了上海幫，由於阿嘉為林文良的遭遇感到不平，遂向上海人出言挑釁，對方因而持刀偷襲阿嘉，致阿嘉被砍成重傷；林文雄亦出手相助，遭上海幫開槍打死。從此，林家兄弟只剩下聾啞的文清撐起整個家族。
文雄的告別式結束之後，林文清與吳寬美在家中舉行婚禮，生下一名男嬰「阿謙」。文清與寬美時常資助吳寬榮所屬的左派團體。不久，該團體山區的聚會處被憲警聯合圍剿，相關人士都被殺害，幸運逃出的同志送信給文清通知消息，囑咐他們儘快逃走。文清與寬美一開始逃到鄉下，後來又決定回到九份面對命運。
三天後，林文清也遭到憲警逮捕，生死不明。寬美前往台北尋找他，卻一直沒有文清的消息。

## 角色及演員

### 林家
| 角色名稱     | 演員                     | 備註                           |
| ------------ | ------------------------ | ------------------------------ |
| 林文清       | 梁朝偉                   | 林家幺子，聾啞                 |
| 吳寬美       | 辛樹芬                   | 林文清的妻子                   |
| 林文雄       | 陳松勇                   | 林家長子                       |
| 林文良       | 高捷                     | 林家三子，發瘋                 |
| 林阿祿       | 李天祿                   | 林家大家長                     |
| 林文龍       | 林崇文（該劇美術師客串） | 林家次子，生死未卜             |
| 美黛（大嫂） | 陳淑芳                   | 林文雄的妻子                   |
| 文雄情婦     | 何璦芸                   | 事實上是林文雄的小妾，兒子光明 |
| 二嫂         | 柯素雲                   | 林文龍的妻子                   |
| 三嫂         | 林麗卿                   | 林文良的妻子                   |
| 阿雪         | 黃倩如                   | 林文雄的女兒                   |
| 林光明       |                          | 林文雄與情婦的兒子             |
| 阿坤         | 羅誠業                   | 林文龍的兒子                   |
| 阿謙         |                          | 林文清的兒子                   |

### 其他角色
| 角色名稱 | 演員       | 備註                             |
| -------- | ---------- | -------------------------------- |
| 吳寬榮   | 吳義芳     | 吳寬美的兄長                     |
| 吳母     | 梅芳       | 吳寬榮、吳寬美之母               |
| 吳父     | 鷺青       | 吳寬榮、吳寬美之父               |
| 阿嘉     | 太保       | 林文雄情婦的兄長，會講粵語       |
| 妾父     | 楊長江     | 林文雄小妾之父                   |
| 阿撿姨   | 阿匹婆     | 地方黑道大姐頭                   |
| 上海佬   | 雷鳴       | 外省走私客                       |
| 阿山     | 文帥       | 外省走私客                       |
| 溫州佬   | 劉幼斌     | 外省走私客                       |
| 金川     | 張文忠     | 地方黑道人士                     |
| 金泉     | 林鉅       | 地方黑道人士                     |
| 紅猴     | 矮仔塗     | 地方黑道人士                     |
| 阿春     | 陳郁蓉     | 酒廊女子，紅猴的女人             |
| 酒家女   | 唐綺陽     |                                  |
| 圍事小弟 | 邰智源     |                                  |
| 掌櫃     | 葉梧桐     |                                  |
| 相舘小廝 | 劉卓倫     |                                  |
| 保鏢     | 蕭承翼     |                                  |
| 保鏢     | 邵志原     |                                  |
| 保鏢     | 張芳城     |                                  |
| 護士     | 嚴純純     |                                  |
| 日僑     | 高桑潤子   |                                  |
| 林老師   | 詹宏志     | 吳寬榮的友人                     |
| 吳老師   | 吳念真     | 吳寬榮的友人                     |
| 謝老師   | 謝材俊     | 吳寬榮的友人                     |
| 何記者   | 張大春     | 吳寬榮的友人                     |
| 小川靜子 | 中村育代   | 吳寬美的朋友                     |
| 小川校長 | 長谷川太郎 | 靜子的父親                       |
| 唱歌客   | 蔡振南     | 在小上海唱歌的顧客               |
| 黃先生   | 金士傑     | 林老師的哥哥                     |
|          | 程守一     | 上海佬幫                         |
| 義士     | 高重黎     | 協助左翼青年藏匿山中的吳寬榮友人 |
| 軍官     | 陳良月     |                                  |

## 製作團隊
- 導演：侯孝賢
- 監製：楊登魁
- 企劃：詹宏志
- 製片人：張華坤、邱復生[7]
- 編劇：吳念真、朱天文
- 海外統籌：舒琪
- 攝影：陳懷恩
- 燈光：宋殿生
- 剪輯：廖慶松
- 美術：劉志華、林崇文
- 音樂監督：立川直樹（日本）、張弘毅（台灣）
- 音樂演奏：S.E.N.S.
- 音樂製作：FUNHOUSE
- 歌曲：蔡振南
- 主唱：蔡秋鳳
- 錄音：杜篤之、楊靜安
- 副導演：黃健和、張作驥
- 助導演：林正英、邱俊龍
- 場記：蔡邦和、陳瓊樺、李𣋠慧
- 電工：鄭和平
- 助理製片：萬國雄、許思賢、吳中亮、丁少白
- 劇務：庹宗民、何靖平
- 攝影助理：劉長灝、趙發全、張達隆、王雲明
- 英文翻譯：賴聲川、賈珮琳
- 義大利文翻譯：馬可·穆勒
- 日文翻譯：張昌彦、陳純真
- 日本版字幕翻譯：田村志津枝（日语：田村志津枝）
- 流亡三部曲：陳建中、商禹、賴錫煌
- 亂彈指導：潘玉嬌
- 亂彈旦角：馬文侯
- 婚禮八音：亦宛然掌中劇團
- 大字幕拍攝：劉德光
- 燈光攝影器材：阿榮企業公司
- 底片沖洗：台北沖印公司
- 錄音室：AOI Studio Co.Itd
- 印片：東京現像所
- 後期製作協力：Pia Co.Ltd.
- 製作：侯孝賢電影社

## 製作

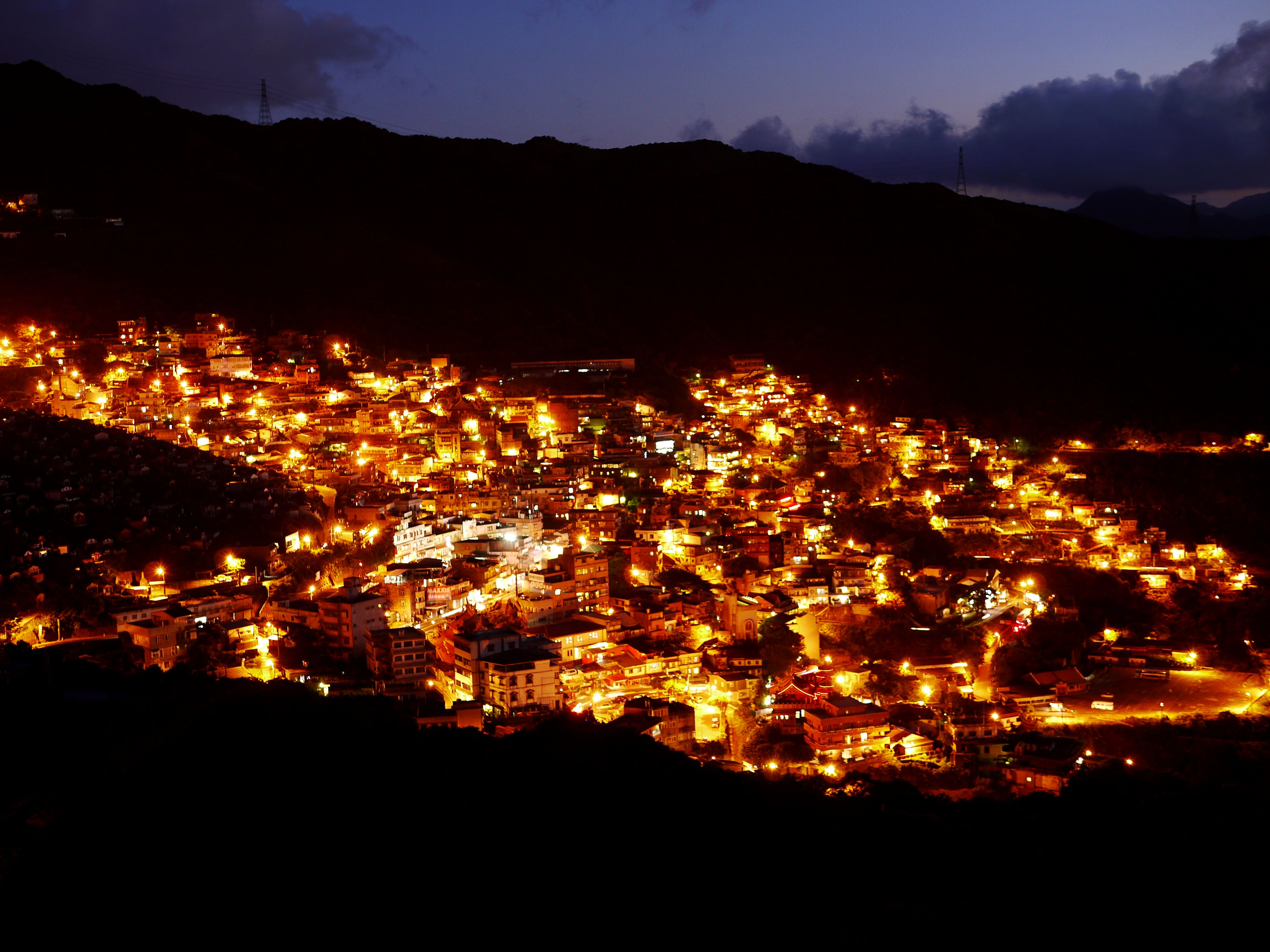
由基隆山遠眺九份夜景。

《悲情城市》的取景地位於臺北縣瑞芳鎮（今新北市瑞芳區）九份以及緊鄰的金瓜石，該兩者聚落於臺灣日治時期因開採金礦業而繁華一時，因而與台灣礦業發展息息相關，亦隨著1960年代礦產枯竭而迅速沒落。該聚落因特殊的地理環境與外界隔絕，僅有崎嶇不平的小道和平時通勤的鐵路與其他地區通行，令聚落在城鎮開發上較為緩慢。由於九份所座落的山坡地社區是在現代分區法實施之前建造的，因此該地區擁有著昔日純樸小鎮氣息的情調和氛圍，象徵著「悲情城市」中呈現的歷史階段。
擔任電影導演的侯孝賢對九份的記憶猶新，年少時曾因遊客的目光來到九份。在電影中，角色搭乘宜蘭線火車前往九份的場景，也曾勾起他在高中時與校友去九份旅行的回憶。侯孝賢曾表示：「火車在台灣是很重要的交通工具，他經常坐火車。他很難忘記他和火車之間的聯繫。」，因此在劇中，火車軌道曾多次出現。

### 時間軸
《悲情城市》電影的時間點被定於1945年至1949年之間，當第二次世界大戰結束時，臺灣總督府將台灣的控制權交給了國民黨政府領導的中華民國，因此台灣的社會人民面臨著重大的政治、社會、文化和經濟調整。然而台灣人和中國人之間的文化和社會緊張局勢加劇。其中，台灣精英與以省長陳儀為首的省政府之間的政治不信任也在加劇。與此同時，國民黨政府在1940年代後期在中國與中國共產黨展開內戰。隨著中國經濟急速惡化以及日本二戰後期的掠奪，台灣戰後經濟形勢每況愈下。電影中所呈現的，則是貼近當時社會民眾所經歷的真實生活。

### 電影製作背景
1980年代，由台灣新生代電影工作者及電影導演所發起的台灣新電影運動，透過改革電影，使得台灣電影正朝著不僅為台灣人民創作電影，而且為更廣泛的國際觀眾創作電影的方向發展。導演侯孝賢和楊德昌也因而表示，他們想效仿同時期以高品質、以人氣巨星主打的香港電影的成功而展現強勁的曝光度。在《悲情城市》中，侯孝賢主要依靠外國投資，尤其是來自日本。在電影後期製作大量使用日本的技術、技巧和設施，因此令電影展現的結果，被影評人兼製片人詹宏志描述為可以吸引國際觀眾的「高品質」。
《悲情城市》這個計劃的另一個方向是明星效應，這一點體現在電影其中一個主要角色：林文清，文清由當時正在崛起的香港電影明星梁朝偉飾演。這樣做的目的能夠增加香港和海外華人的收視率。這部電影還使用了一系列不同的語言，主要是台語、粵語、日語和上海話，以此向全球觀眾宣傳台灣的文化多樣性，這與許多早期的台灣電影在臺灣省國語推行委員會推廣國語作為中華民國國語的制定下，使僅有官話為語言的主流電影產生鮮明的對比。

### 概念

林文清一家照片

出於一些原因，侯孝賢有興趣創作一部講述家庭故事的電影，特別是以二二八事件和白色恐怖的背景作為主題。他曾列舉了1988年蔣經國去世和前一年《臺灣省戒嚴令》解除的社會事件，探討透過何項媒介使人關注、解決關於二二八事件的適當時機，侯孝賢認為由於當時的台灣並未有以該事件為主題的書籍，因而認為事件已被政府掩蓋。便此，他想通過一個平凡家庭的視角，提供關於帶出事件的有利位置。在參考角色背景時，侯孝賢透過當時蓬勃興起社會運動的文學雜誌《人間》所提及的基隆市工作委員會案受難者，基隆中學校長鍾浩東其妻蔣碧玉（蔣渭水之女）的生平，以構思一個虛構的家族故事，並融入田調的訪談素材，包括鹿窟事件，以及作家藍博洲所撰寫的報導文學《幌馬車之歌》。（上述史料後延續至《好男好女》的電影主軸）。《悲情城市》的劇本則由侯孝賢與作家朱天文整理出分場結構，再由吳念真負責撰寫對白。

侯孝賢曾寫道：
每個人都知道二二八事件。沒有人會說什麼，至少在公開場合是這樣，但在私下裡每個人都在談論它，尤其是在黨外運動中，儘管二二八事件已經為人所知，所以我更感興趣的是在拍攝轉型時期、拍攝政權更替時家庭的變化。這是我想捕捉的主要內容......由於政治干預太多。我們應該回到歷史本身進行全面反思，但政治家喜歡把這場悲劇當作提款機，想提款就取款，從頭到尾都只是一個角度，因此不管怎樣，我都是站在一個人、一個家庭的角度去拍的……電影只能反映拍攝者自認為看到的，它當然受限於拍攝者的眼界和態度，我不過在電影中呈現一部分當時的氣氛。
根據編劇朱天文的書籍表示，侯孝賢透過朱天文向詹宏志諮詢故事架構，並提出六項方案，其中一個版本是為因應香港嘉禾公司投資，由周潤發和楊麗花主演的版本，該故事發生在1949年，一名來自上海的前幫派份子的（周潤發飾），來台灣追討一筆被黑吃黑的貨物，而和一名在基隆酒家的大姊頭阿雪（楊麗花飾）相遇的故事，為了建立阿雪的角色身世，故事也溯到阿雪的父母親至執輩的家族樹譜，以此產生出中華民國政府遷台期間的故事，然而隨著當下另一部作品《尼羅河女兒》（1987）的製作及後續的討論，他們最後放棄原先的故事，轉而專注於後來《悲情城市》呈現的影片內容。

### 拍攝與應用技術
1988年，在年代電影創辦人邱復生的資助下，詹宏志、陳國富、侯孝賢、楊德昌、吳念真、朱天文等人成立「合作社電影」，《悲情城市》便是第一個進行的電影企劃，侯孝賢最初曾思考以舞台化的形式拍攝《悲情城市》，透過將背景布置使用光影取代，採誇張的舞台打光，使演員透過戲劇性的手法來馭控電影非寫實的風格，後在前置期間看到西德犯罪迷你劇《柏林亞歷山大廣場》後產生了在拍攝風格的契機。
1988年11月25日，《悲情城市》正式在於瑞芳鎮金瓜石五號路的「八角亭」（原日治時期的專屬理髮室，後因2001年納莉颱風襲台坍塌，整棟建築僅剩基座殘存，現則作為社區休憩空間使用。））前開鏡。
《悲情城市》電影主要的拍攝地點位於九份、金瓜石區域，其中八角亭內部則稍作更改，作為劇中文清的照相館使用。知識份子談議國事的「黃金酒家」與鄰近的宴會設施「朝鮮樓」位於現豎崎路，金瓜石礦工醫院在劇中作為頗具規模的綜合醫院使用，該建築後來於1994年拆除夷平、僅留下殘餘牆基，部分山區路徑選址於山尖路、六坑景觀台拍攝，也有不少場景選擇於平溪區、台北市北投區、苗栗縣大湖鄉等地拍攝，包括大華車站、白米甕砲台、大湖電信局（後拆除）、關西豫章堂羅屋書房等地區，電影的拍攝期共為65天。部分九份居民也曾於該電影擔任臨演演員。
在拍攝中，每一幕的平均鏡頭長度（ASL）為43秒。因此在影片中沒有一個聚焦於演員的特寫鏡頭。侯孝賢通常選用全景長鏡頭來刻畫人物和場景的視覺關係。並非使用特寫、切鏡等技巧。
電影中，每個角色都說著包括閩南語、粵語、上海話等多種中國方言，使得這部電影對不同的人群而言通俗易懂。臺灣媒體學者蔡明燁對此解釋道：「通過間接再現了20世紀40年代後期的政治現實，既對過去有所涉及，但又不受過去的限制，呈現了一種客觀和真實的感覺。」運用方言和史實，使得觀眾與影片中的人物產生共鳴，以此維持影片的客觀性和真實性。此外，電影還具有一種抵抗的形式作用，使得權力較小的人們，能夠減少受到其他階級主張的影響。
選角方面，林家長子「林文雄」原本計劃由柯俊雄擔任。侯孝賢在接受張靚蓓訪問時表示，當時柯俊雄已是演員工會理事長而令事情變得複雜。後來製作人楊登魁建議更換人選，最終由陳松勇飾演該角色。
文清的聾啞設定，一最初是為了掩飾梁朝偉不會說台語（或日語）的權宜之計，但最終成為詮釋台灣省行政長官的陳儀政府殘酷麻木不仁的意義。文清通過其他方式（照片、筆和紙）與其他角色進行交流時，也因而扮演著形似觀察者的角色。文清無法說話的設定，也間接反映當時的台灣被壓迫者沉默的暗示。此外，關於文清在八歲時從樹上摔下來，導致聾啞的緣由，其原型則為參考臺灣畫家陳庭詩的經歷。
「聲音」在電影中扮演著重要的角色，因為開場場景是在黑暗中拍攝的，唯一的聲音是無線電廣播發表《終戰詔書》中的裕仁天皇。在整部電影中，日語的使用是一種文化，因為它代表了台灣人過去在經歷日治時期的經歷和文化認同。然而大多數中國人角色都無法理解很多日語，這就是為什麼土生土長的人物說臺灣話時，會夾雜一些日語單詞的原因。

### 宣傳
1989年發行《悲情城市》電影的年代公司彩色照片並未有保存下來，僅有陳少維留下當初拍攝的黑白劇照與工作照，成為後來《悲情城市》相關書籍或展覽的重要影像來源。在2023年重新上映的4K數位版本中，於此次配合該片重新上映所使用的彩色劇照與宣傳材料，有部分是當年褚明仁前往威尼斯影展採訪時保留至今，重新修復的彩色照片則是將陳少維拍攝的黑白照片轉為彩色，或是從電影膠卷數位掃描後截圖使用。

## 音樂
| 順序 | 曲名                        | 順序 | 曲名                           |
| ---- | --------------------------- | ---- | ------------------------------ |
| 01   | 悲情城市～A City Of Sadness | 04   | Hiromi                         |
| 02   | Hiromi～Flute Solo          | 05   | 悲情城市～Variation 2          |
| 03   |                             | 06   | ～Dedicated To Hou Hsiao-Hsien |

《悲情城市》的音樂是由來自日本的電子音樂團體神思者（S.E.N.S.）製作。該團體在此次以寫實的環境音效鋪墊整部電影，更值得注意的是利用人物對白所呈現的多語情境和刻意穿插的有源音樂，以表徵時代背景下的真實態樣，無形中替觀者埋設聽覺的歷史註解，此外，電影中也出現由演員傳唱抗日戰爭時期的愛國歌曲《流亡三部曲》中的〈松花江上〉、日本童謠〈紅蜻蜓〉、德國民謠〈蘿蕾萊之歌〉、日本歌謠〈幌馬車之歌〉、台灣歌謠〈春花望露〉、蔡秋鳳〈悲情的運命〉等日文歌、台語歌等曲目。此外電影在部分橋段則使用了布袋戲音樂、八音結婚進行曲、子弟戲、京劇等不同音樂，使電影營造環境隱示動盪時代的複雜性和多元性，涉及社會、地緣政治、文化、歷史與電影的核心主旨。
神思者在《悲情城市》製作了七首配樂：主題曲〈A City of Sadness〉就製作三首版本，包括序曲及兩首變奏曲，第二變奏曲用胡琴演奏。女主角寬美主題曲共有兩首，一首長笛短曲及一首完整主題曲，男主角文清主題曲（Theme Of Bunsei）是則是鋼琴曲，最後一首致敬侯孝賢歌曲（凛 ~Dedicated to Hou Hsiao-hsien~）。
其中，文清主題曲（Theme Of Bunsei）的靈感為影射1952年的鹿窟基地案。 由於題材敏感，《悲情城市》與鹿窟事件有關的片段，也曾遭到電影審查部門的刪減。

## 上映
《悲情城市》於1989年9月12日於第46屆威尼斯影展首映，並於同年10月21日於臺灣上映，其中臺北最終總獲票房約6600萬新臺幣。換算出的觀影人次約為60萬人次。
2023年2月24日，《悲情城市》的4K修復版首度於臺灣全面上映，並在先前的2月14日於遠百信義舉辦首映會，包括出品人邱復生、演員梁朝偉、高捷、陳淑芳、吳義芳、編劇朱天文、剪接師廖慶松、錄音師杜篤之、攝影師陳懷恩、客串演出的詹宏志、張大春、唐綺陽及朱延平也出席此次首映會。
香港方面原版於1989年12月21日公映。4K數位修復版於2023年4月2日在第47屆香港國際電影節首映後，於4月27日香港院線公映，由高先電影發行。

## 評價和影響

### 批判性評價
《悲情城市》在台灣公開討論政治禁忌的手法取得巨大的商業成功，雖然獲得媒體、觀眾力挺，但評論家們對這部作品的態度大多為矛盾的。這部電影作為解嚴後首部描述二二八歷史的電影，卻對於這段史實處理得太迂迴，在電影中從未明確描述該事件，甚至部分橋段還混淆了時代與歷史。因此《悲情城市》曾被批評為政治上模棱兩可，而且過於難以理解。也批評它沒有很好地直觀二二八事件，而是以微妙和省略的方式呈現。然而在當代，《悲情城市》被台灣影壇廣泛認為是一部傑作，並被描述為「可能是台灣電影中最重要的電影」。
《紐約客》的理查德·布羅迪認為：「侯孝賢的超凡控制和精心構造的長鏡頭，為電影融合了啟示和不透明；他最喜歡的比喻是從門孔拍攝，彷彿在不可逾越的時間跨度上竭力捕捉著當時人們的動作。」，在《Time Out》中，托尼·雷恩斯（Tony Rayns）寫道：「該片充滿細節，結構呈橢圓形，讓觀眾自行建立聯繫......侯孝賢的作品是一部小動作和巨大共鳴的傑作；一旦你陶醉在它的魔力中，那些困難就會消失。」
喬納森·羅森鮑姆（Jonathan Rosenbaum）對此稱讚：「侯孝賢是「長鏡頭和複雜構圖的大師」，具有熱情、隱晦和疏遠及講述故事的天賦。」在《芝加哥論壇報》上，戴夫·科爾 ( Dave Kehr)宣稱：「《悲情城市》是一部偉大的電影，只要有人關心電影藝術，它就會一直被觀賞。」。
根據美國電影和電視評論線上聚合網站爛番茄報告對於《悲情城市》稱，基於11條評論，共有100%的影評人對影片給予正面評價，平均評分為9.33/10。在英國電影協會2012年的視聽投票中，14位影評人和兩位導演將《悲情城市》評為有史以來最偉大的十部電影之一，在影評人的投票中排名第117位，在影評人的投票中排名第322位。
侯孝賢在接受《日報》專訪時，曾表示：「無論是在家庭中還是在街頭，你都會發現憂鬱的情緒無處不在。不知不覺在台灣長大，骨子裡就是那種悲傷的底色。」

### 歷史、創傷與和解
評論家注意到這部電影（以及構成臺灣三部曲的其他二部電影），如何引發對台灣二二八事件和白色恐怖記憶的廣泛討論。西爾·維婭林評論說，「關於過去的文學、學術、歷史、個人和電影的敘述如雨後春筍般湧現，因為台灣人民感到迫切需要記住、重建和在構築他們所失去的那部分歷史。」葉蓁指出，臺灣三部曲標誌著一種「自傳式的衝動」，以恢復現在隨著戒嚴令的解除而可以接受的那些歷史。另一位評論家讓·馬（Jean Ma）也指出，侯孝賢展示創傷的方法讓人感覺「真實」，並且可以從世界各地的其他事件如南非的真相與和解委員會、阿根廷的絕望和亞美尼亞種族滅絕中與世界各地的全球觀眾建立聯繫。這些記憶承擔著被否認的歷史的倫理負擔。 

### 台語復興及流行文化的影響
《悲情城市》被吹捧為少數幾部將臺灣話推向全球觀眾的臺灣電影之一。電影中使用台語的情況，已被指出與當時規定實施的國語推行政策直接衝突。在當時的台灣因推廣國語政策，使得用其他少數民族方言和語言製作的電影只佔劇本總數的三分之一。然而，《悲情城市》主要使用的語言幾乎為台語。這是因為侯孝賢在電影獲當時的行政院新聞局批准（負責政府審查/媒體的辦公室）後，將粗剪的副本發送到日本進行後期製作，直接發送給威尼斯電影節，使得電影無需經過行政院新聞局審查員的認證便進行上映，故也以未遭禁演或刪剪。
當《悲情城市》獲得金獅獎和金馬獎後，也標誌著華語電影首次在世界級三大影展內榮獲首獎的成就，但這也在台灣也引起了爭議，原因是《悲情城市》違反當時關於電影中不使用國語的規定。然而，這部電影的成功重新引起了人們對台灣語的興趣，並成為日後推廣台語運動的一部分，使台灣本土語言獲得自由發展的空間，近年，越來越多台灣電影、影視作品也並開始使用客家語、台灣原住民語言等少數民族語言，以此達成本土語言推廣的複興。
電影上映後，《悲情城市》掀起一股本土文藝復興的「悲情城市美學」復古風潮，帶動台灣音樂、戲劇、服飾、餐飲等流行文化的發展，台語偶像歌手洪榮宏在1990年發行台語經典老歌專輯《放浪人生》時，曾特地向劇組借用《悲情城市》的服裝道具來拍攝MV，然而在幾年後，劇組的道具間被廟宇施放的煙火不慎波及而被燒毀，服裝道具全部付之一炬。

### 當代參考
2014年雨傘運動後，香港曾被學者用「悲情城市」一詞來形容。學者蒂娜·羅謝爾 (Tina L. Rochelle) 將這個詞與二二八事件和白色恐怖期間，香港的軌跡如何反映台灣的軌跡聯繫起來。當1997年香港回歸後，人們對香港公民受到的待遇產生了不滿，從而推動了雨傘運動。公民憤怒的原因是城市自由和權利的惡化、警務意識的增強以及外國勢力對新整合地區的主權強加，這是羅謝爾強調的台灣和香港相似的特徵，也是香港成為「現代悲情城市」的原因。

## 獎項
- 第26届金馬獎 (1989年)

| 獎項         | 入圍者                   | 結果 |
| 最佳劇情片   | 年代網際事業股份有限公司 | 提名 |
| 最佳導演     | 侯孝賢                   | 獲獎 |
| 最佳男主角   | 陳松勇                   | 獲獎 |
| 最佳原著劇本 | 吳念真、朱天文           | 提名 |
| 最佳剪輯     | 廖慶松                   | 提名 |
| 最佳錄音     | 杜篤之、楊靜安           | 提名 |
| 最佳攝影     | 陳懷恩                   | 提名 |

- 第46屆威尼斯影展

最佳影片獎（金獅獎）
- 聯合國教科文組織

人道精神特別獎
- 第9屆香港電影金像獎

年度十大華語片
- 電影旬報（キネマ旬報）

年度十大外語片

## 軼事
由於《悲情城市》獲得威尼斯影展金獅獎，當時輿論一致看好《悲情城市》進軍金馬獎的成績。其結果卻是大失所望，使得侯孝賢在頒獎典禮後大罵「金馬獎一向就是分配的嘛，很爛」，並將他和金馬獎的關係直接比喻為「它恨我，我恨它」。該年度曾舉行國際競賽，邀請國際各影展負責人參與，他們及關錦鵬等人皆對《悲情城市》未獲最佳影片一事感到失望與不解。台灣獨立運動支持者批評，該屆金馬獎評審具有中國國民黨背景是該片不獲欣賞的原因之一。然而，侯孝賢自2009年起仍擔任金馬獎執委會主席，在他任內，金馬獎產生極大的公信力。
2009年7月16日，曾任百萬人民倒扁運動總部副發言人的台灣獨立運動人士莊嚴說：「想起電影《悲情城市》『可憐的台灣人，生作就是乎千人騎、萬人幹』及『對統治者而言，台灣就是一間公司』的兩段對白，唏噓之餘，我真的很難體會：侯孝賢、朱天文這些被歸類為『泛藍統派』的文化創意人，為何能如此精準地詮釋台灣人的悲憤？」

### 引用
1. ↑  . www.cna.com.tw.   [2023-11-21]. （原始内容存档于2023-12-23） （中文（臺灣））.
2. ↑  . www.cna.com.tw.   [2023-11-21]. （原始内容存档于2023-11-21） （中文（臺灣））.
3. ↑  Xiao, Zhiwei; Zhang, Yingjin. . Routledge. 2002-06-01. ISBN 978-1-134-74554-8 （英语）.
4. ↑  Margaret Herrick Library, Academy of Motion Picture Arts and Sciences
5. ↑  Nast, Condé. . GQ Taiwan. 2023-01-08  [2023-02-03]. （原始内容存档于2023-04-07） （中文（臺灣））.
6. 1 2 3 4  . Hong Kong University Press. 2008  [2023-02-03]. ISBN 978-962-209-624-0. JSTOR j.ctt2jc7kk. （原始内容存档于2023-02-03）.
7. ↑  . 台灣大紀元.   [2023-02-25]. （原始内容存档于2023-04-07） （中文（臺灣））.
8. ↑  財團法人海峽交流基金會. . 財團法人海峽交流基金會. 2020-07-17  [2023-02-03]. （原始内容存档于2023-02-03）.
9. ↑  Lo, Dennis. . 2020-12-14  [2023-02-03]. doi:10.5790/hongkong/9789888528516.003.0005. （原始内容存档于2022-07-29） （英语）.
10. ↑  .   [2020-06-15]. （原始内容存档于2020-06-15） （美国英语）.
11. ↑  . www.cna.com.tw.   [2023-02-03]. （原始内容存档于2023-02-03） （中文（臺灣））.
12. ↑  . 博客來.   [2023-02-03]. （原始内容存档于2023-02-03）.
13. ↑  中華民國文化部. . memory.culture.tw.   [2023-02-07]. （原始内容存档于2023-02-07） （中文（臺灣））.
14. ↑  王揚傑. . 中時新聞網.   [2023-02-03]. （原始内容存档于2023-02-03） （中文（臺灣））.
15. ↑  . tw.news.yahoo.com.   [2023-02-25]. （原始内容存档于2023-04-07） （中文（臺灣））.
16. ↑  人間福報. . 人間福報.   [2023-02-25] （中文（臺灣））.
17. ↑  . 典藏新北學.   [2023-02-03]. （原始内容存档于2023-02-03） （中文（繁體））.
18. ↑  Rawnsley, Ming-Yeh T. . Asian Cinema. 2011, 22 (2): 196–213  [2023-02-03]. ISSN 1059-440X. doi:10.1386/AC.22.2.196_1. （原始内容存档于2023-02-03） （英语）.
19. ↑  項貽斐. . 鏡週刊 Mirror Media. 2023-02-24  [2025-08-09] （中文（繁體））.
20. ↑  . 遠見雜誌 - 前進的動力.   [2023-02-25]. （原始内容存档于2023-02-25） （中文（臺灣））.
21. ↑  Berry, Michael. . Columbia University Press. October 2005  [2023-02-03]. ISBN 978-0-231-13330-2. （原始内容存档于2023-02-03）.
22. ↑  . The News Lens 關鍵評論網. 2017-02-25  [2023-02-25]. （原始内容存档于2017-12-03） （中文（臺灣））.
23. ↑  莊政霖. . 想想論壇.   [2023-02-25]. （原始内容存档于2022-09-28） （中文（繁體））.
24. ↑  Rawnsley, Ming-Yeh. .
25. ↑  . 鏡週刊 Mirror Media. 2023-02-24  [2023-02-25]. （原始内容存档于2023-02-25） （中文（繁體））.
26. ↑  VY. . The News Lens 關鍵評論網. 2015-10-25  [2023-02-03]. （原始内容存档于2023-02-03） （中文（臺灣））.
27. ↑  . magic.ichuer.com.   [2023-02-03]. （原始内容存档于2023-04-07）.
28. ↑  Hsieh, Allie. . Cosmopolitan. 2023-02-16  [2023-02-25]. （原始内容存档于2023-02-25） （中文（臺灣））.
29. ↑  . 鏡週刊 Mirror Media. 2023-02-15  [2023-02-25]. （原始内容存档于2023-03-20） （中文（繁體））.
30. 1 2  . Harvard Faculty of Arts and Sciences.   [2017-02-06]. （原始内容存档于2018-10-25）.
31. ↑  Linden, Sheri. . SupChina. 2019-08-23  [2020-06-15]. （原始内容存档于2022-04-29）.
32. ↑  Shaw, Tristan. . Los Angeles Times. 2015-03-28  [2017-02-06]. （原始内容存档于2023-04-26）. "In "A City of Sadness," widely considered a masterpiece,"
33. ↑  Brody, Richard. . The New Yorker.   [2017-02-06]. （原始内容存档于2023-02-03）.
34. ↑  Rayns, Tony. . Time Out.   [2017-02-06]. （原始内容存档于2018-01-04）.
35. ↑  Rosenbaum, Jonathan. . Chicago Reader.   [2017-02-06]. （原始内容存档于2021-02-27）.
36. ↑  Kehr, Dave. . Chicago Tribune. 1990-06-22  [2017-02-06]. （原始内容存档于2018-09-05）.
37. ↑  . Rotten Tomatoes. Fandango.   [2019-11-30]. （原始内容存档于2021-03-09）.
38. ↑  . British Film Institute.   [2015-06-03]. （原始内容存档于2012-08-20）.
39. ↑  Leweke, Anke. . Die Tageszeitung: taz. 2007-08-10  [2023-02-03]. ISSN 0931-9085. （原始内容存档于2023-02-03） （德语）.
40. ↑  Lin, Sylvia Li-chun. . Columbia University Press. 2007  [2023-02-03]. ISBN 9780231512817. JSTOR 10.7312/lin-14360. doi:10.7312/lin-14360. （原始内容存档于2023-02-03）.
41. 1 2  Ma, Jean. . Hong Kong University Press. 2010  [2023-02-03]. ISBN 978-988-8028-05-4. JSTOR j.ctt1xcs2b. （原始内容存档于2023-02-03）.
42. ↑  Zhang, Yingjin. . Modern Chinese Literature and Culture. 2013, 25 (1): 1–46  [2023-02-03]. ISSN 1520-9857. JSTOR 42940461. （原始内容存档于2023-02-03）.
43. ↑  . tw.news.yahoo.com.   [2023-02-04]. （原始内容存档于2023-04-07） （中文（臺灣））.
44. 1 2  Rochelle, Tina L. . Social Indicators Research. 2015, 120 (2): 437–454  [2023-02-03]. ISSN 0303-8300. JSTOR 24721122. S2CID 145079416. doi:10.1007/s11205-014-0592-z. （原始内容存档于2023-02-03）.
45. ↑  陳秉弘. . www.cna.com.tw.   [2023-02-04]. （原始内容存档于2023-02-04）.
46. ↑  中華民國文化部. . memory.culture.tw.   [2023-02-07]. （原始内容存档于2023-02-07） （中文（臺灣））.
47. ↑  吳禮強. . 中時新聞網.   [2023-02-03]. （原始内容存档于2023-02-03） （中文（臺灣））.
48. ↑  .   [2014-12-28]. （原始内容存档于2021-01-11）.

### 書目
- Reynaud, Bérénice. . London: British Film Inst. 2002. ISBN 9780851709307.

### 網頁
- 第二十六屆金馬獎得獎名單
- 第三章《悲情城市》，〈國立交通大學〉
- 悲情城市 紀念那個時代、那些人，〈台灣咁仔店〉
- 林文淇，1995年，《「回歸」、「祖國」、「二二八」：《悲情城市》中的台灣歷史與國家屬性》
- 沈曉茵，1998年，〈本來就應該多看兩遍：電影美學與侯孝賢〉
- 張世倫，2001年，《台灣「新電影」論述形構之歷史分析（1965～2000）》，國立政治大學新聞研究所碩士論文
- 葉月瑜〈「悲情城市」專題研究〉網站

## 外部連結
- 開眼電影網上《悲情城市》的資料（繁體中文）
- 香港影庫上《悲情城市》的資料（繁體中文）
- 时光网上《悲情城市》的資料（简体中文）
- 豆瓣电影上《悲情城市》的資料 （简体中文）
- 爛番茄上《悲情城市》的資料（英文）
- AllMovie上《悲情城市》的资料（英文）
- 互联网电影数据库（IMDb）上《悲情城市》的资料（英文）
- 台灣電影網上《悲情城市》的資料（繁體中文）